# Monasterio de los Santos Justo y Pastor de Urmella
El monasterio de los Santos Justo y Pastor de Urmella es un monasterio benedictino de estilo románico del siglo XI, situado en el municipio oscense de Bisaurri, en el lugar conocido como Urmella,que aparece mencionado como  Aurigema o Orema.El inmueble se encuentra en lo que se denomina como el barrio viejo o barrio alto, una de las dos mitades en las que se divide el núcleo de población, debido al barranco que la atraviesa, y el cual rodea el camino de acceso que recorre la ladera noroeste del pueblo. 
Los restos que una vez formaron el monasterio se encuentran divididos en la actualidad en dos partes como fruto de la desamortización de Mendizábal, la correspondiente a las dependencias monacales (propiedad de los vecinos de la localidad), y la iglesia parroquial al cargo de la Diócesis de Barbastro-Monzón.  
La Iglesia de los Santos Justo y Pastor de Urmella, se encuentra incluida en la lista de bienes protegidos dentro del Parque Cultural Vall de Benás.

## Historia
Se tiene constancia de la existencia del monasterio, al que pertenece la iglesia, al menos en los últimos años del siglo X, no se sabe quién ordenó exactamente la creación de este, pero si se sabe para ese momento la protección del monasterio se encontraba en manos del conde Isarno (964-1003), último descendiente directo legítimo de los condes de Ribagorza, familia a la que se atribuye de manera general la promoción de esta comunidad religiosa de monjes benedictinos.  
Será en este mismo periodo inicial en el que se tendrá constancia documental de estar el monasterio bajo el mando del abad Remión, por lo que estamos ante una comunidad ya bien organizada. Se desconoce el abad que se encontraba al mando del encargo de la iglesia, pero sí se sabe que será la propia comunidad religiosa la que promueva la construcción de la iglesia a principios del siglo XI. Por orden del rey de Aragón Ramiro I, en 1044, el monasterio de Urmella se transformó en priorato del monasterio de San Victorián de Asán, y así se mantendría hasta su posterior disolución producto de la desamortización, para pasar a manos de la Diócesis de Barbastro-Monzón.

## Estilo
Tras las numerosas intervenciones que ha sufrido el edificio y debido a su propia historia, el estilo de este no es homogéneo. A través de análisis a los que se ha sometido al edificio, se ha concretado la intervención de dos grupos de artífices diferentes, uno compuesto por maestros lombardos del gusto de los Ribagorza y que seguirán un estilo próximo al Primer Románico Lombardo; y un segundo grupo de maestros locales asignados por San Victorián de Asán por las dificultades económicas y necesidad de rematar la obra, que tratarán de replicar las formas pero con soluciones menos desarrolladas, por ejemplo, ejecutando bóvedas de cañón en lugar de bóvedas de arista. 
Este estilo mencionado, será el utilizado en la arquitectura utilizada en estos años en el naciente reino de Aragón, debiendo destacar como está fue una de las grandes aportaciones de la nobleza del incipiente condado de Ribagorza. Comienza a expandirse desde la zona de Lombardía entre finales del siglo X y principios del siglo XI debido a la movilización de los maestros lombardos hacia Europa que partieron desde la cuenca alta del valle del río Pó. La presencia de las gentes de Lombardía está documentada ya en los condados pirenaicos, como este, desde finales del siglo X, denotándose la influencia de este estilo en el centro y este de Hispania, así como en el Sudeste de Francia. Para diferenciar este estilo del Románico internacional hay que tener en cuenta que este tipo de arquitectura no presenta esculturas monumentales, característica que se cumpliría en este caso, al igual que la presencia de bóvedas de arista, arcos formeros y fajones. 

## Estado actual del edificio
El edificio está compuesto por una planta basilical de tres naves, siendo la central más alta y ancha que las laterales, las cuales se plantean originalmente cubiertas por bóveda de arista, de las que solo se completa la de tres tramos de la nave norte, dejando la nave central y sur cubiertas por bóveda de cañón, habiendo en la central una reparación hecha de ladrillo. El actual ábside no se trata del original románico, sino de una fruto de la posterior reorientación, pasando a ser de carácter rectilíneo. Los ábsides semicirculares originales del lado sur aún se conservan, aunque el situado en el norte está alterado para dar lugar a una escalera de acceso al coro que se encuentra sobre el atrio de entrada. Sobre ese atrio se levantó en 1613 una torre de planta cuadrada con campanario que lo divide en altura.
Dentro de la iglesia también se encuentran los restos del atrio mencionado, en el que habría una tribuna de carácter lombardo en el primer tramo de la nave central; este se encuentra cubierto por una bóveda de arista que recae en pilares y pilastras, y podría ser un indicativo de relación con los poderes políticos.
En cuanto a los elementos sustentantes, los pilares son cruciformes y asimétricos, con pilastras semi-cilíndricas en los pilares del lado norte y con capitel biselado sencillo. En el lado sur cuentan con pilares rectangulares adosados con una imposta biselada.  En la fachada actualmente la puerta de acceso tiene un arco de medio punto con  pilastras con fuste acanalado y capiteles que sostienen un frontón con una inscripción.
En esta iglesia se encuentran varias inscripciones, la primera de ellas, bajo la tribuna, dice: “RESTAURADA EL AÑO 1913 SIENDO PARROCO D. JOSE ADEMA Y RIBERA A.M.D.G.". La segunda de estas inscripciones se encuentra en el centro del tímpano de la puerta de acceso sobre la que puede leerse “1613”. El pórtico, que cuenta con una bóveda de cañón con una cúpula, presenta una inscripción en el arco interior: "ES ESTA SEPVLTVRA DEL REVEREND FRAI GASPAR ESPAÑOL PRIOR QUE FVE DE ESTA CASA MVRIO EL A D 1613".
Este edificio está construido en su mayoría por sillarejo cuadrado, excepto alguna otra técnica como el ladrillo debido a unas reconstrucciones posteriores a causa de su estado. Dentro de las técnicas usadas se observa en la restauración efectuada por José de Ademán y Rivera unos añadidos de escayola que nada tienen que ver con la ornamentación original, como, por ejemplo, rosetones en los tramos de la bóveda principal, en ellos aparecen a su vez, cabezas de ángeles. Se colocaron, asimismo, imágenes de la Virgen del Pilar. Por último, se encuentran en el interior los nuevos revocos y la nueva pintura de la iglesia que aparece en todos los parámetros, correspondiendo a colores azules, blancos y rojos, y que se conservan en mal estado.

## Última intervención y necesidades del edificio
El deterioro de las intervenciones que se habían realizado a lo largo del tiempo era evidente en el siglo XXI, así pues en 2008, se obtuvo un presupuesto mínimo para poder realizar obras de emergencia para así evitar la pérdida de esta iglesia. Se construyeron apeos en la nave central y se forjó el suelo del coro, también se derrumbó el chapitel de la torre, ya que estaba a punto de caerse, y se colocó uno provisional. Las intervenciones del edificio fueron mínimas para evitar su destrucción, sin embargo desde ese momento el conjunto está sumido en el abandono ya que el primer tramo de la iglesia pertenece a particulares lo cual impide una correcta intervención por parte de las administraciones públicas, estando el monasterio y la iglesia en un estado casi de destrucción. 
Es evidente por lo tanto que la iglesia necesita una intervención inmediata para eliminar toda la vegetación que hace peligrar la integridad de este así como su supervivencia en caso de incendio. Así mismo, la techumbre provisional que fue costeada por los vecinos no es suficiente, y ha traído como consecuencia la proliferación de humedades en las pinturas murales, aumentando su deterioro y sensación de abandono, al que se ve sometido por parte de las administraciones. 

## Enlaces de interés
- monestir.cat
- monasterio-de-san-justo-y-pastor-de-urmella
- Página de turismo de Ribagorza
- G.E.A. Archivado el 5 de abril de 2017 en Wayback Machine.
- LIBRO REFERENCIA
- sipca

- Datos: Q11937315
- Multimedia: Monasterio de los santos Justo y Pastor de Urmella / Q11937315